# Salvia majdae
Salvia subg. Zhumeria es un subgénero monotípico de Salvia de plantas con flores perteneciente a la familia Lamiaceae. Su única especie: Salvia majdae es originaria de Irán.

## Distribución y hábitat
El área de distribución nativa de esta especie se extiende en Irán, especialmente en el sur del país, donde crece principalmente en el bioma subtropical.

## Taxonomía
Fue descrito inicialmente como Zhumeria por Karl Heinz Rechinger y Per Erland Berg Wendelbo y publicado en Nytt Magasin for Botanik 14: 39, en 1967, actualmente es tanto un sinónimo como el basónimo de esta; y ulteriormente, sería degradado a subgénero por Jay B. Walker, Bryan T. Drew y Jesús Guadalupe González en Taxon 66(1): 142, en 2017.
La especie fue descrita inicialmente como Zhumeria majdae por Karl Heinz Rechinger y Per Erland Berg Wendelbo y publicada en Nytt Magasin for Botanik 14: 39, en 1967, actualmente es tanto un sinónimo como el basónimo de esta; y ulteriormente, sería transferida al género Salvia por Kenneth J. Sytsma en Taxon 66(1): 142, en 2017.

#### Etimología
Véase: Salvia
majdae: